# Melita panda
Melita panda — вид бокоплава родини Melitidae. Описаний у 2024 році.

## Назва
Назва виду panda походить від її чорно-білого забарвлення тіла, яке нагадує забарвлення великої панди (Ailuropoda melanoleuca).

## Поширення
Ендемік Японії. Вид поширений у припливній зоні узбережжя префектури Вакаяма у південній частині острова Хонсю, на узбережжі Тихого океану.

## Опис
Melita panda відрізняється від подібних Melita koreana та Melita nagatai чорно-білим забарвленням тіла, добре розвиненою передньодистальною проєкцією першого проподусу самця і арматурою тельсона.